# Tukoh Taka
«Tukoh Taka» es el sencillo de la Copa Mundial de la FIFA Catar 2022 interpretado por la rapera estadounidense Nicki Minaj, el cantante colombiano Maluma y la cantante libanesa Myriam Fares.
Fue lanzado por la FIFA para la banda sonora de la Copa Mundial de Catar el 18 de noviembre de 2022, a través de Universal Arabic Music y Republic Records, junto con un vídeo musical que lo acompaña.

## Posicionamiento en listas
| Lista y país (2022)                                    | Mejor posición |
| ------------------------------------------------------ | -------------- |
| Croacia (HRT)                                          | 63             |
| Global 200 (Billboard)                                 | 106            |
| Japón Japan Hot Overseas (Billboard Japan)             | 7              |
| Líbano Lebanon (Lebanese Top 20)                       | 1              |
| MENA (IFPI)                                            | 11             |
| Nueva Zelanda (RMNZ)                                   | 15             |
| Reino Unido (UK Download Chart)                        | 100            |
| Estados Unidos (Digital Songs)                         | 13             |
| Estados Unidos (Hot Latin Songs)                       | 18             |
| Estados Unidos (Rhythmic)                              | 31             |
| Estados Unidos US World Digital Song Sales (Billboard) | 2              |